# División de Honor Andaluza 2020-21
La temporada 2020-21 de la División de Honor Andaluza de fútbol corresponde a la quinta edición de este campeonato que ocupa el quinto nivel en el sistema de ligas de fútbol de España en Andalucía. Comenzó el 18 de septiembre de 2020 y finalizó el 19 de junio de 2021.

## Sistema de competición
En el mes de marzo de 2020 las competiciones se suspendieron por el brote del Coronavirus-2 del Síndrome Respiratorio Agudo Grave, considerada pandemia global. La Comisión Gestora de la Federación Andaluza aprobó la finalización de las competiciones regionales en la que se informó no habría descensos.
La competición se desarrolló en dos fases, de las cuales, la primera correspondió a la competición regular y la segunda abarcó dos fases específicas: Segunda Fase para el ascenso a Tercera Federación y Segunda Fase por la Permanencia.
La liga consta de 40 clubes distribuidos por proximidad geográfica en dos grupos divididos en dos subgrupos de 10 equipos cada uno, en el grupo 1 se incluyen los equipos de las provincias de Cádiz, Córdoba, Huelva y Sevilla; mientras que en el grupo 2 se incluyen los equipos de las provincias de Almería, Granada, Jaén y Málaga. 
En la primera fase participaron la totalidad de los 40 equipos, distribuidos en dos grupos de 20 clubes cada uno, y divididos a su vez, en dos subgrupos de diez equipos cada uno denominados A y B. Se disputaron en total 18 jornadas. Los clubes participantes se enfrentaron a doble vuelta mediante el sistema de puntos. Su inicio fue el 18 de octubre y la finalización de esta fase fue el 7 de marzo.
Los clubes que se clasificaron en los cuatro primeros puestos de los cuatro subgrupos accedieron a la segunda fase para el ascenso a Tercera Federación, y los clasificados del quinto al décimo lugar accedieron a la fase por la permanencia.
Los puntos obtenidos, así como los goles, tanto a favor como en contra, se arrastraron a la siguiente fase, comenzando cada equipo su fase específica con los puntos y goles obtenidos en la primera fase.
A continuación hubo dos segundas fases específicas. En la segunda fase para el ascenso a Tercera Federación participaron los clubes clasificados en los cuatro primeros puestos de cada subgrupo a lo largo de ocho jornadas entre el 21 de marzo y el 16 de mayo. Los equipos que participaron en el subgrupo A se enfrentaron, a doble vuelta, a los que participaron en el subgrupo B no pudiendo, en ningún caso, enfrentarse a los equipos que participaron en su mismo subgrupo de la primera fase. Los dos primeros clubes clasificados en cada grupo ascendieron directamente a Tercera Federación.
Por otra parte, en la segunda fase por la permanencia participaron los clubes clasificados del quinto al último puesto de cada subgrupo. Los equipos que participaron en el subgrupo A se enfrentarán, a doble vuelta, a los que participaron en el subgrupo B no pudiendo, en ningún caso, enfrentarse a los equipos que participaron en su mismo subgrupo de la Fase Regular. Se configura, por tanto, en un total de doce jornadas entre el 21 de marzo y el 6 de junio. Los clasificados en los puestos del sexto al decimosegundo de cada grupo descendieron a Primera Andaluza.

## Grupo 1

### Primera fase

#### Subgrupo A
| Pos. | Equipo              | Pts. | PJ | G  | E | P  | GF | GC | Dif. |                                                    |
| ---- | ------------------- | ---- | -- | -- | - | -- | -- | -- | ---- | -------------------------------------------------- |
| 1    | A. D. Cartaya       | 37   | 18 | 11 | 4 | 3  | 37 | 20 | +17  | Clasificado a Fase de ascenso a Tercera Federación |
| 2    | Montilla C. F.      | 35   | 18 | 11 | 2 | 5  | 32 | 22 | +10  | Clasificado a Fase de ascenso a Tercera Federación |
| 3    | Atlético Espeleño   | 34   | 18 | 10 | 4 | 4  | 30 | 19 | +11  | Clasificado a Fase de ascenso a Tercera Federación |
| 4    | U. P. Viso          | 26   | 18 | 8  | 2 | 8  | 25 | 29 | −4   | Clasificado a Fase de ascenso a Tercera Federación |
| 5    | Bollullos C. F.     | 26   | 18 | 7  | 5 | 6  | 25 | 16 | +9   | Clasificado a Fase por la permanencia              |
| 6    | Atlético Onubense   | 25   | 18 | 7  | 4 | 7  | 30 | 24 | +6   | Clasificado a Fase por la permanencia              |
| 7    | Aroche C. F.        | 21   | 18 | 5  | 6 | 7  | 23 | 24 | −1   | Clasificado a Fase por la permanencia              |
| 8    | Isla Cristina F. C. | 21   | 18 | 5  | 6 | 7  | 21 | 27 | −6   | Clasificado a Fase por la permanencia              |
| 9    | C. D. Ciudad Jardín | 17   | 18 | 4  | 5 | 9  | 18 | 31 | −13  | Clasificado a Fase por la permanencia              |
| 10   | Écija Balompié      | 7    | 18 | 1  | 4 | 13 | 17 | 46 | −29  | Clasificado a Fase por la permanencia              |

Actualizado a los partidos jugados el 7 de marzo de 2021.
 Fuente: LaPreferente

#### Subgrupo B
| Pos. | Equipo            | Pts. | PJ | G  | E | P  | GF | GC | Dif. |                                                    |
| ---- | ----------------- | ---- | -- | -- | - | -- | -- | -- | ---- | -------------------------------------------------- |
| 1    | U. D. Tomares     | 33   | 18 | 9  | 6 | 3  | 27 | 16 | +11  | Clasificado a Fase de ascenso a Tercera Federación |
| 2    | Chiclana C. F.    | 31   | 18 | 10 | 1 | 7  | 26 | 23 | +3   | Clasificado a Fase de ascenso a Tercera Federación |
| 3    | P. D. Rociera     | 28   | 18 | 7  | 7 | 4  | 23 | 18 | +5   | Clasificado a Fase de ascenso a Tercera Federación |
| 4    | C. D. Guadalcacín | 28   | 18 | 8  | 4 | 6  | 27 | 23 | +4   | Clasificado a Fase de ascenso a Tercera Federación |
| 5    | Atlético Algabeño | 25   | 18 | 6  | 7 | 5  | 24 | 20 | +4   | Clasificado a Fase por la permanencia              |
| 6    | Torreblanca C. F. | 24   | 18 | 7  | 3 | 8  | 18 | 23 | −5   | Clasificado a Fase por la permanencia              |
| 7    | A. D. San José    | 21   | 18 | 6  | 3 | 9  | 23 | 31 | −8   | Clasificado a Fase por la permanencia              |
| 8    | C. D. Alcalá      | 20   | 18 | 6  | 6 | 6  | 28 | 26 | +2   | Clasificado a Fase por la permanencia              |
| 9    | Puerto Real C. F. | 19   | 18 | 5  | 4 | 9  | 20 | 25 | −5   | Clasificado a Fase por la permanencia              |
| 10   | C. D. San Roque   | 14   | 18 | 3  | 5 | 10 | 10 | 21 | −11  | Clasificado a Fase por la permanencia              |

Actualizado a los partidos jugados el 7 de marzo de 2021.
 Fuente: LaPreferente

### Segunda fase

#### Subgrupo C
| Pos. | Equipo               | Pts. | PJ | G  | E | P  | GF | GC | Dif. |                              |
| ---- | -------------------- | ---- | -- | -- | - | -- | -- | -- | ---- | ---------------------------- |
| 1    | A. D. Cartaya (C, A) | 48   | 26 | 14 | 6 | 6  | 51 | 31 | +20  | Ascenso a Tercera Federación |
| 2    | U. D. Tomares (A)    | 48   | 26 | 13 | 9 | 4  | 45 | 34 | +11  | Ascenso a Tercera Federación |
| 3    | Chiclana C. F.       | 46   | 26 | 14 | 4 | 8  | 40 | 31 | +9   |                              |
| 4    | C. D. Guadalcacín    | 45   | 26 | 13 | 6 | 7  | 40 | 29 | +11  |                              |
| 5    | Atlético Espeleño    | 43   | 26 | 12 | 7 | 7  | 41 | 32 | +9   |                              |
| 6    | Montilla C. F.       | 41   | 26 | 12 | 5 | 9  | 42 | 37 | +5   |                              |
| 7    | P. D. Rociera        | 39   | 26 | 10 | 9 | 7  | 34 | 30 | +4   |                              |
| 8    | U. P. Viso           | 28   | 26 | 8  | 4 | 14 | 34 | 46 | −12  |                              |

Actualizado a los partidos jugados el 16 de mayo de 2021.
 Fuente: LaPreferente

#### Subgrupo D
| Pos. | Equipo                  | Pts. | PJ | G  | E  | P  | GF | GC | Dif. |                             |
| ---- | ----------------------- | ---- | -- | -- | -- | -- | -- | -- | ---- | --------------------------- |
| 1    | Bollullos C. F.         | 48   | 30 | 13 | 9  | 8  | 52 | 30 | +22  |                             |
| 2    | Atlético Onubense       | 44   | 30 | 13 | 5  | 12 | 48 | 39 | +9   |                             |
| 3    | Atlético Algabeño       | 42   | 30 | 10 | 12 | 8  | 41 | 34 | +7   |                             |
| 4    | Torreblanca C. F.       | 42   | 30 | 12 | 6  | 12 | 37 | 40 | −3   |                             |
| 5    | C. D. Alcalá            | 40   | 30 | 12 | 8  | 10 | 42 | 36 | +6   |                             |
| 6    | Isla Cristina F. C. (D) | 40   | 30 | 10 | 10 | 10 | 41 | 42 | −1   | Descenso a Primera Andaluza |
| 7    | A. D. San José (D)      | 39   | 30 | 10 | 9  | 11 | 42 | 46 | −4   | Descenso a Primera Andaluza |
| 8    | Puerto Real C. F. (D)   | 36   | 30 | 10 | 6  | 14 | 36 | 41 | −5   | Descenso a Primera Andaluza |
| 9    | C. D. Ciudad Jardín (D) | 33   | 30 | 8  | 9  | 13 | 30 | 45 | −15  | Descenso a Primera Andaluza |
| 10   | C. D. San Roque (D)     | 32   | 30 | 9  | 5  | 16 | 27 | 44 | −17  | Descenso a Primera Andaluza |
| 11   | Aroche C. F. (D)        | 25   | 30 | 6  | 7  | 17 | 29 | 51 | −22  | Descenso a Primera Andaluza |
| 12   | Écija Balompié (D)      | 17   | 30 | 3  | 8  | 19 | 29 | 63 | −34  | Descenso a Primera Andaluza |

Actualizado a los partidos jugados el 6 de junio de 2021.
 Fuente: LaPreferente

## Grupo 2

### Primera fase

#### Subgrupo A
| Pos. | Equipo                 | Pts. | PJ | G  | E | P  | GF | GC | Dif. |                                                    |
| ---- | ---------------------- | ---- | -- | -- | - | -- | -- | -- | ---- | -------------------------------------------------- |
| 1    | U. D. Torre del Mar    | 39   | 18 | 12 | 3 | 3  | 26 | 13 | +13  | Clasificado a Fase de ascenso a Tercera Federación |
| 2    | U. D. San Pedro        | 35   | 18 | 10 | 5 | 3  | 33 | 13 | +20  | Clasificado a Fase de ascenso a Tercera Federación |
| 3    | C. D. Churriana        | 29   | 18 | 9  | 2 | 7  | 23 | 25 | −2   | Clasificado a Fase de ascenso a Tercera Federación |
| 4    | C. D. Rincón           | 27   | 18 | 9  | 3 | 6  | 25 | 20 | +5   | Clasificado a Fase de ascenso a Tercera Federación |
| 5    | C. D. Casabermeja      | 27   | 18 | 7  | 6 | 5  | 24 | 18 | +6   | Clasificado a Fase por la permanencia              |
| 6    | C. D. Cantoria 2017    | 26   | 18 | 7  | 5 | 6  | 22 | 24 | −2   | Clasificado a Fase por la permanencia              |
| 7    | Berja C. F.            | 25   | 18 | 6  | 7 | 5  | 25 | 18 | +7   | Clasificado a Fase por la permanencia              |
| 8    | C. D. Athletic de Coín | 20   | 18 | 6  | 2 | 10 | 18 | 24 | −6   | Clasificado a Fase por la permanencia              |
| 9    | C. D. Vera             | 17   | 18 | 4  | 5 | 9  | 17 | 28 | −11  | Clasificado a Fase por la permanencia              |
| 10   | Guadix C. F.           | 3    | 18 | 1  | 0 | 17 | 13 | 43 | −30  | Clasificado a Fase por la permanencia              |

Actualizado a los partidos jugados el 7 de marzo de 2021.
 Fuente: LaPreferente

#### Subgrupo B
| Pos. | Equipo                         | Pts. | PJ | G  | E | P  | GF | GC | Dif. |                                                    |
| ---- | ------------------------------ | ---- | -- | -- | - | -- | -- | -- | ---- | -------------------------------------------------- |
| 1    | Arenas de Armilla CyD          | 36   | 18 | 11 | 3 | 4  | 28 | 15 | +13  | Clasificado a Fase de ascenso a Tercera Federación |
| 2    | Begíjar C. F.                  | 29   | 18 | 8  | 5 | 5  | 28 | 18 | +10  | Clasificado a Fase de ascenso a Tercera Federación |
| 3    | Atarfe Industrial C. F.        | 29   | 18 | 8  | 5 | 5  | 21 | 20 | +1   | Clasificado a Fase de ascenso a Tercera Federación |
| 4    | Villacarrillo C. F.            | 28   | 18 | 8  | 4 | 6  | 26 | 19 | +7   | Clasificado a Fase de ascenso a Tercera Federación |
| 5    | Celtic C. F. Pulianas          | 27   | 18 | 8  | 3 | 7  | 30 | 25 | +5   | Clasificado a Fase por la permanencia              |
| 6    | Martos C. D.                   | 26   | 18 | 7  | 5 | 6  | 22 | 23 | −1   | Clasificado a Fase por la permanencia              |
| 7    | Baeza C. F.                    | 24   | 18 | 7  | 3 | 8  | 26 | 26 | 0    | Clasificado a Fase por la permanencia              |
| 8    | F. C. Cubillas de Albolote     | 21   | 18 | 6  | 3 | 9  | 20 | 23 | −3   | Clasificado a Fase por la permanencia              |
| 9    | Vandalia de Peligros C. F.     | 15   | 18 | 4  | 3 | 11 | 20 | 35 | −15  | Clasificado a Fase por la permanencia              |
| 10   | C. D. Villanueva del Arzobispo | 15   | 18 | 3  | 6 | 9  | 20 | 37 | −17  | Clasificado a Fase por la permanencia              |

Actualizado a los partidos jugados el 7 de marzo de 2021.
 Fuente: LaPreferente

### Segunda fase

#### Subgrupo C
| Pos. | Equipo                     | Pts. | PJ | G  | E | P  | GF | GC | Dif. |                              |
| ---- | -------------------------- | ---- | -- | -- | - | -- | -- | -- | ---- | ---------------------------- |
| 1    | U. D. Torre del Mar (C, A) | 51   | 26 | 15 | 6 | 5  | 37 | 22 | +15  | Ascenso a Tercera Federación |
| 2    | U. D. San Pedro (A)        | 50   | 26 | 14 | 8 | 4  | 48 | 22 | +26  | Ascenso a Tercera Federación |
| 3    | Arenas de Armilla CyD      | 46   | 26 | 13 | 7 | 6  | 42 | 29 | +13  |                              |
| 4    | Begijar C. F.              | 43   | 26 | 12 | 7 | 7  | 38 | 25 | +13  |                              |
| 5    | Atarfe Industrial C. F.    | 42   | 26 | 12 | 6 | 8  | 34 | 29 | +5   |                              |
| 6    | C. D. Rincón               | 37   | 26 | 12 | 4 | 10 | 33 | 30 | +3   |                              |
| 7    | C. D. Churriana            | 35   | 26 | 10 | 5 | 11 | 32 | 42 | −10  |                              |
| 8    | Villacarrillo C. F.        | 34   | 26 | 9  | 7 | 10 | 34 | 32 | +2   |                              |

Actualizado a los partidos jugados el 16 de mayo de 2021.
 Fuente: LaPreferente

#### Subgrupo D
| Pos. | Equipo                             | Pts. | PJ | G  | E  | P  | GF | GC | Dif. |                             |
| ---- | ---------------------------------- | ---- | -- | -- | -- | -- | -- | -- | ---- | --------------------------- |
| 1    | F. C. Cubillas de Albolote         | 45   | 30 | 13 | 6  | 11 | 37 | 32 | +5   |                             |
| 2    | Celtic C. F. Pulianas              | 45   | 30 | 13 | 6  | 11 | 48 | 45 | +3   |                             |
| 3    | C. D. Cantoria 2017                | 45   | 30 | 12 | 9  | 9  | 47 | 41 | +6   |                             |
| 4    | C. D. Casabermeja                  | 44   | 30 | 11 | 11 | 8  | 36 | 26 | +10  |                             |
| 5    | Berja C. F.                        | 43   | 30 | 10 | 13 | 7  | 44 | 31 | +13  |                             |
| 6    | Martos C. D. (D)                   | 43   | 30 | 11 | 10 | 9  | 36 | 33 | +3   | Descenso a Primera Andaluza |
| 7    | C. D. Athletic de Coín (D)         | 42   | 30 | 12 | 6  | 12 | 36 | 34 | +2   | Descenso a Primera Andaluza |
| 8    | Baeza C. F. (D)                    | 37   | 30 | 10 | 7  | 13 | 42 | 44 | −2   | Descenso a Primera Andaluza |
| 9    | C. D. Villanueva del Arzobispo (D) | 34   | 30 | 7  | 13 | 10 | 38 | 50 | −12  | Descenso a Primera Andaluza |
| 10   | C. D. Vera (D)                     | 27   | 30 | 7  | 6  | 17 | 27 | 51 | −24  | Descenso a Primera Andaluza |
| 11   | Vandalia de Peligros C. F. (D)     | 21   | 30 | 5  | 6  | 19 | 33 | 63 | −30  | Descenso a Primera Andaluza |
| 12   | Guadix C. F. (D)                   | 11   | 30 | 2  | 5  | 23 | 27 | 68 | −41  | Descenso a Primera Andaluza |

Actualizado a los partidos jugados el 6 de junio de 2021.
 Fuente: LaPreferente